# M46 Patton
El M46 Patton fue un tanque medio estadounidense diseñado para reemplazar al M26 Pershing y al M4 Sherman. Fue uno de los principales tanques medios del Ejército de los Estados Unidos al inicio de la Guerra Fría, con modelos en servicio desde 1949 hasta mediados de la década de 1950. No fue ampliamente utilizado por los aliados de Estados Unidos en la Guerra Fría, siendo exportado sólo a Bélgica, y sólo en pequeñas cantidades para entrenar a las tripulaciones del próximo M47 Patton.
El M46 fue el primer tanque en ser nombrado en honor al General George S. Patton Jr., comandante del Tercer Ejército de los Estados Unidos durante la Segunda Guerra Mundial y uno de los primeros defensores estadounidenses del uso de tanques en batalla. 

## Historia y desarrollo
Después de la Segunda Guerra Mundial, la mayoría de unidades blindadas del Ejército estadounidense estaban equipadas con una mezcla de tanques M4 Sherman y M26 Pershing. Diseñado inicialmente como un tanque pesado, el M26 Pershing fue reclasificado como tanque medio después de la guerra. El M26 era una mejora significativa respecto al M4 Sherman en potencia de fuego y blindaje. Sin embargo, su movilidad fue considerada insatisfactoria para un tanque medio, debido a que empleaba el mismo motor que el más ligero M4A3 y tenía una transmisión poco fiable.
El trabajo de rediseño empezó en enero de 1948, reemplazando la planta motriz original por un Continental AV1790-3 y una transmisión transversal Allison CD-850-1. Este diseño fue inicialmente llamado M26E2, pero las modificaciones seguían acumulándose; finalmente, la Oficina de Armamento decidió que el tanque necesitaba su propia designación: el M46. Al M26 actualizado se le instaló una nueva planta motriz y un nuevo cañón principal con evacuador de gases.
Cuando el primer modelo salió de la línea de ensamblaje del Arsenal de tanques de Detroit en noviembre de 1948, el M46 fue bautizado en honor del difunto General George S. Patton. Para diciembre, el Ejército había ordenado varios centenares. En julio de 1950, el Arsenal de tanques de Detroit producía M26 Pershing y M46 Patton a una cadencia de más de una docena diaria. En agosto de 1950, el presidente Harry S. Truman autorizó el financiamiento para incrementar la producción del M46, como parte de la expansión del programa de desarrollo de tanques pesados.
Se construyó un total de 1.160 tanques M46 Patton de todas las variantes.

## Historial de combate
El M46 Patton solamente fue empleado en combate durante la guerra de Corea. El 8 de agosto de 1950, los primeros M46 Patton del 6° Batallón de Tanques, desembarcaron en Corea del Sur. El M46 demostró ser capaz de enfrentarse a los tanques medios T-34 norcoreanos. Para fines de 1950, 200 M46 Patton habían sido desplegados, formando alrededor del 15% de los tanques estadounidenses en Corea; el balance de 1.326 tanques enviados a Corea durante 1950 fue de 679 M4A3 Sherman (incluyendo la variante M4A3E8), 309 M26 Pershing y 138 tanques ligeros M24 Chaffee. Los siguientes envíos de M46 y M46A1 Patton permitieron que todos los M26 Pershing restantes fuesen retirados del frente durante 1951, mientras que la mayoría de unidades equipadas con el Sherman también fueron reequipadas.
Los usuarios de la serie M46 incluyen al 1.er Batallón de Tanques y los pelotones antitanque de los regimientos de la 1ª División de Marines en 1952, el 72° Regimiento Blindado de la 2ª División de Infantería en enero de 1952, el 64° Batallón de Tanques de la 3ª División de Infantería, el 73° Batallón de Tanques de la 7ª División de Infantería en enero de 1951, el 6° Batallón de Tanques de la 24ª División de Infantería, el 140° Batallón de Tanques (tomó los tanques del 6° Batallón de Tanques) y las compañías de tanques de los regimientos de la 40ª División de Infantería en octubre de 1951, y el 245° Batallón de Tanques de la 45ª División de Infantería en 1952. Varias compañías de tanques de regimientos obtuvieron tanques M46 o M46A1 hacia el final de la guerra, inclusive el 7° Regiemiento de Infantería y el 65° Regimiento de Infantería de la 3ª División de Infantería.: 64–84 
Un M46 Patton está expuesto en el Memorial de la guerra de Corea en Seúl.
En la década de 1950, pequeñas cantidades del M46 Patton fueron dadas en préstamo para entrenamiento sin costo a algunos países europeos, incluyendo Bélgica, Francia e Italia, en previsión a la introducción del M47. Los equipos de entrenamiento estadounidenses emplearon los vehículos para entrenar a los tripulantes europeos y al personal de mantenimiento. 

## Variantes

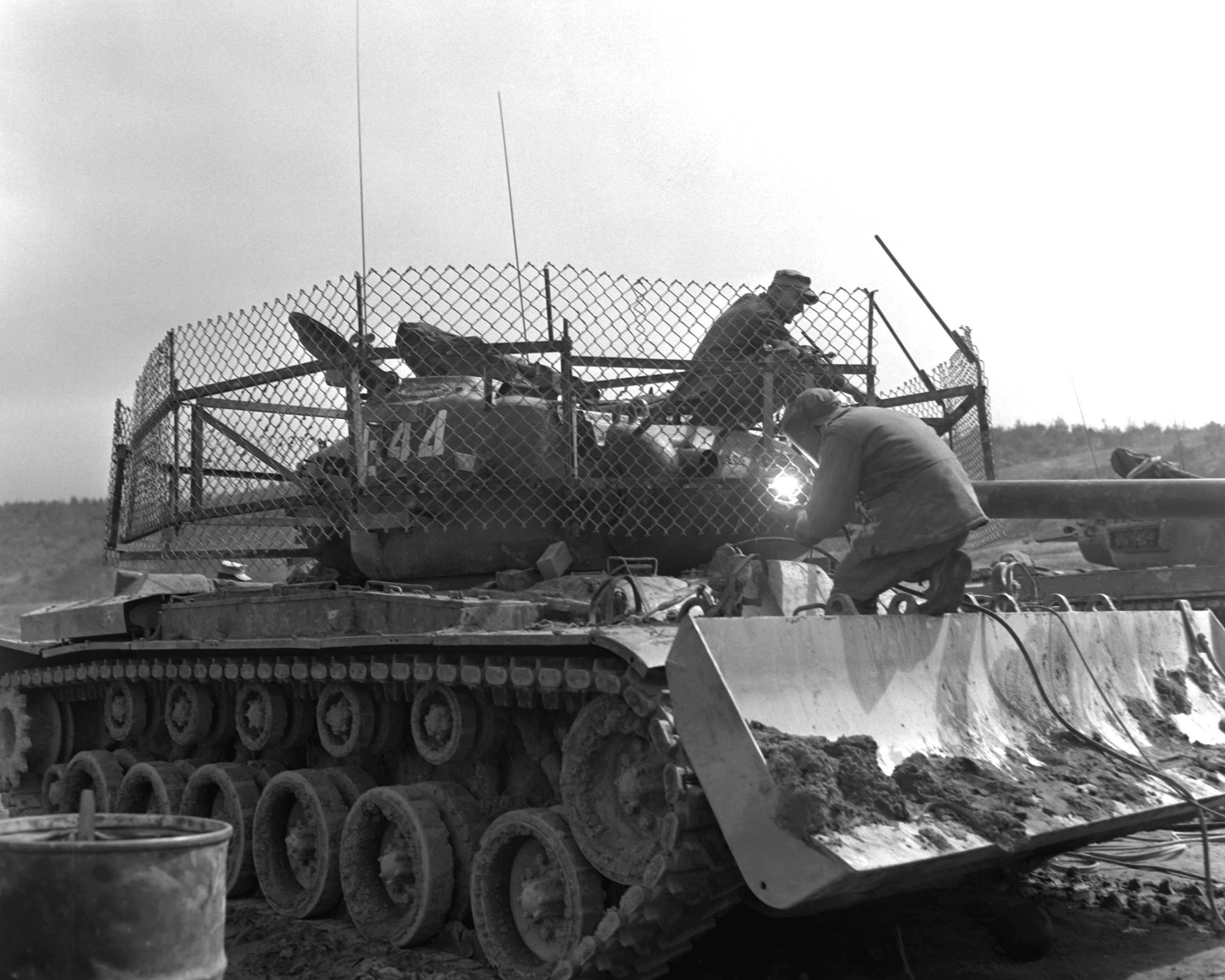
M46 (Dozer), con su juego de conversión a bulldozer M3.

- M46 (Dozer) - Variante equipada con el juego de conversión a bulldozer M3.[2][13]
- M46A1 – Variante de serie mejorada, con sistemas de frenado, refrigeración y extinción de incendios mejordos ,así como equipos eléctricos mejorados, motor AV-1790-5B y transmisión CD-850-4.[2]
- M46E1 – Modelo piloto, casco de M46 con torreta de T42, equipado con el cañón M36 de 90 mm, y era más largo para incorporar una radio, ventilador, además de un telémetro estereoscópico; sólo se construyó un ejemplar.[14]: 41, 43 [13] Prototipo del M47 Patton.

## Usuarios

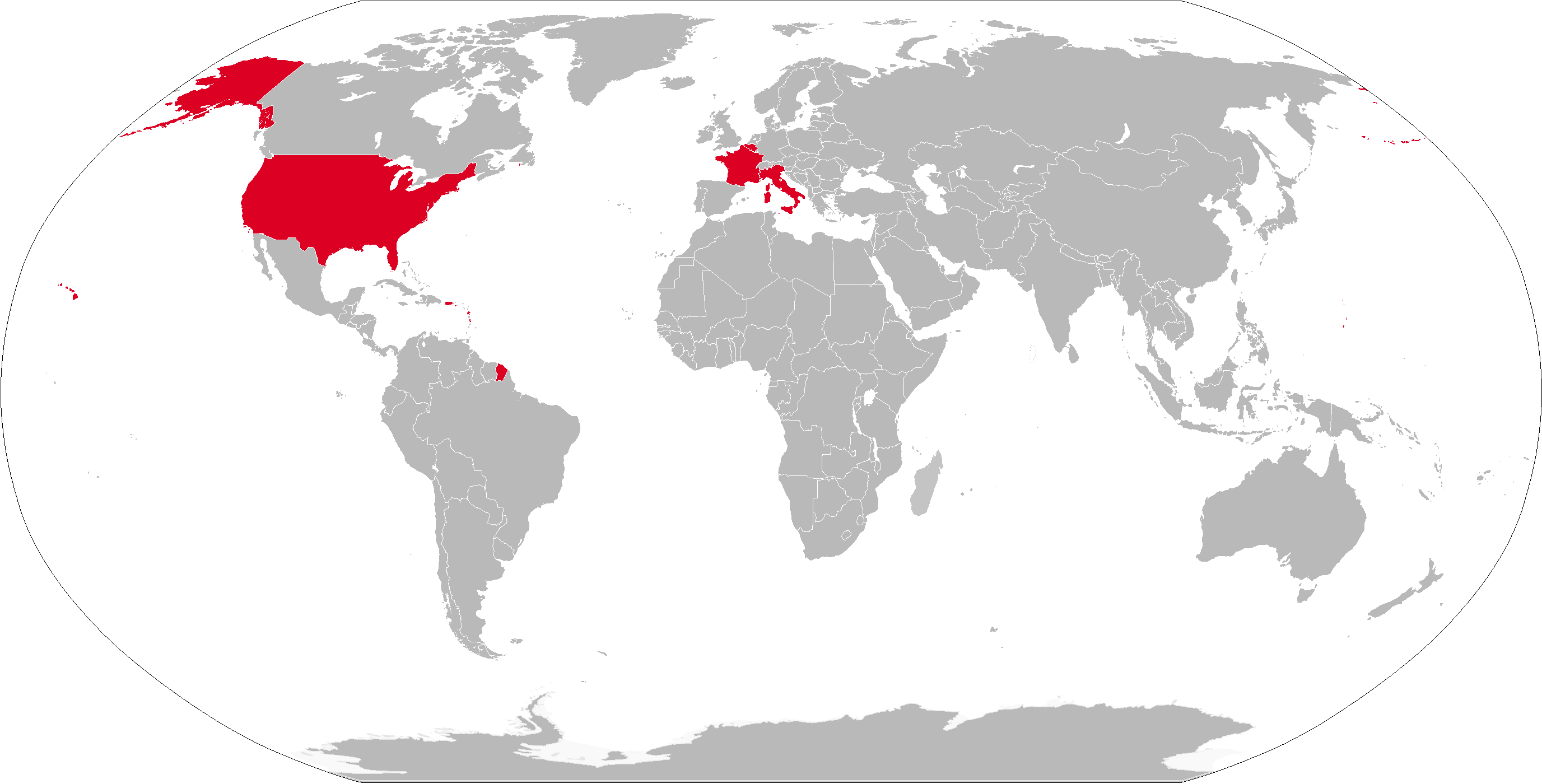
Mapa de los antiguos usuarios del M46 Patton (en rojo).

### Anteriores
- Bélgica[2]
- Estados Unidos[2]
- Francia[2]
- Italia[2]

## Galería

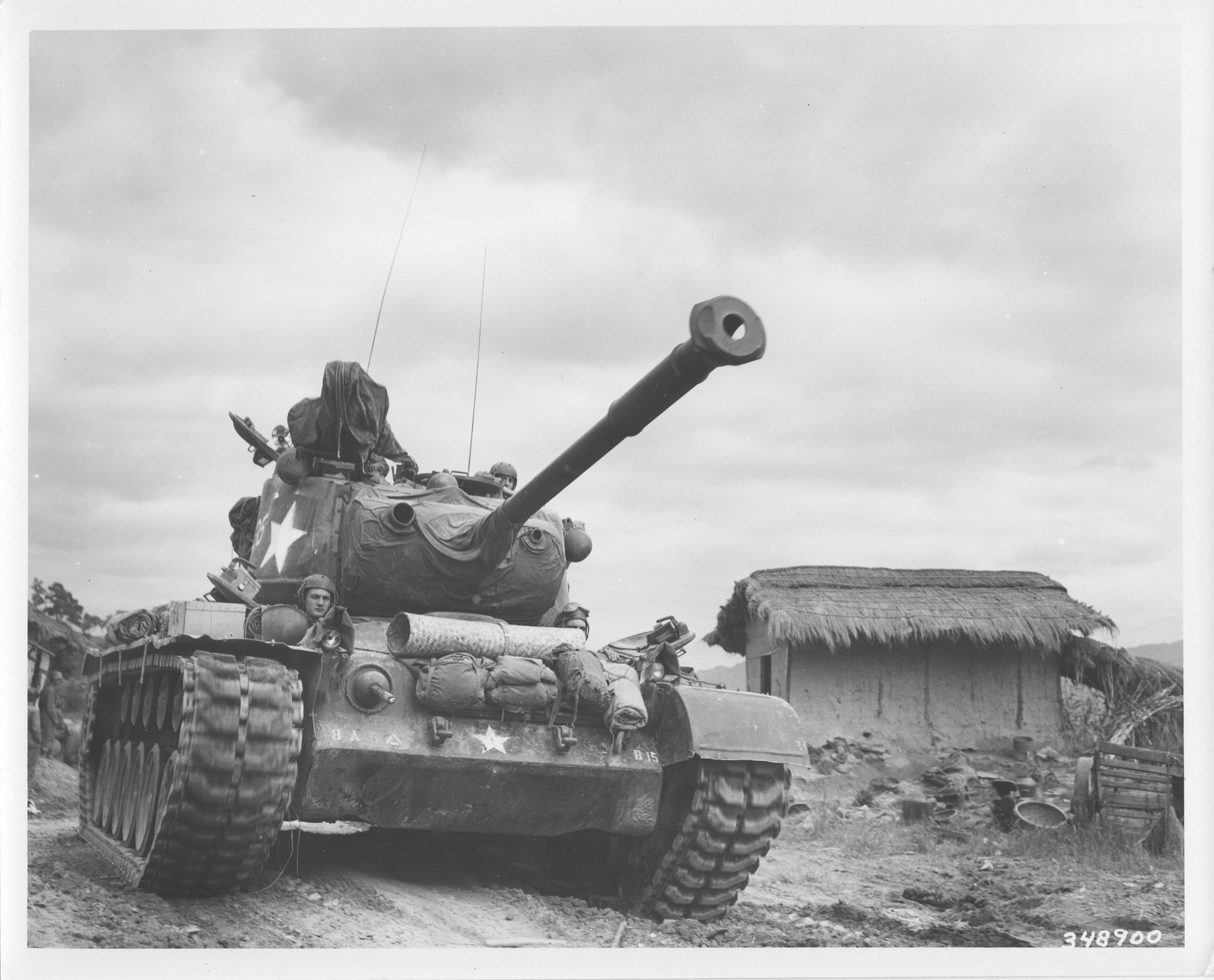
Un M46 Patton pasando por la aldea de Kumko, Corea, en setiembre de 1950.
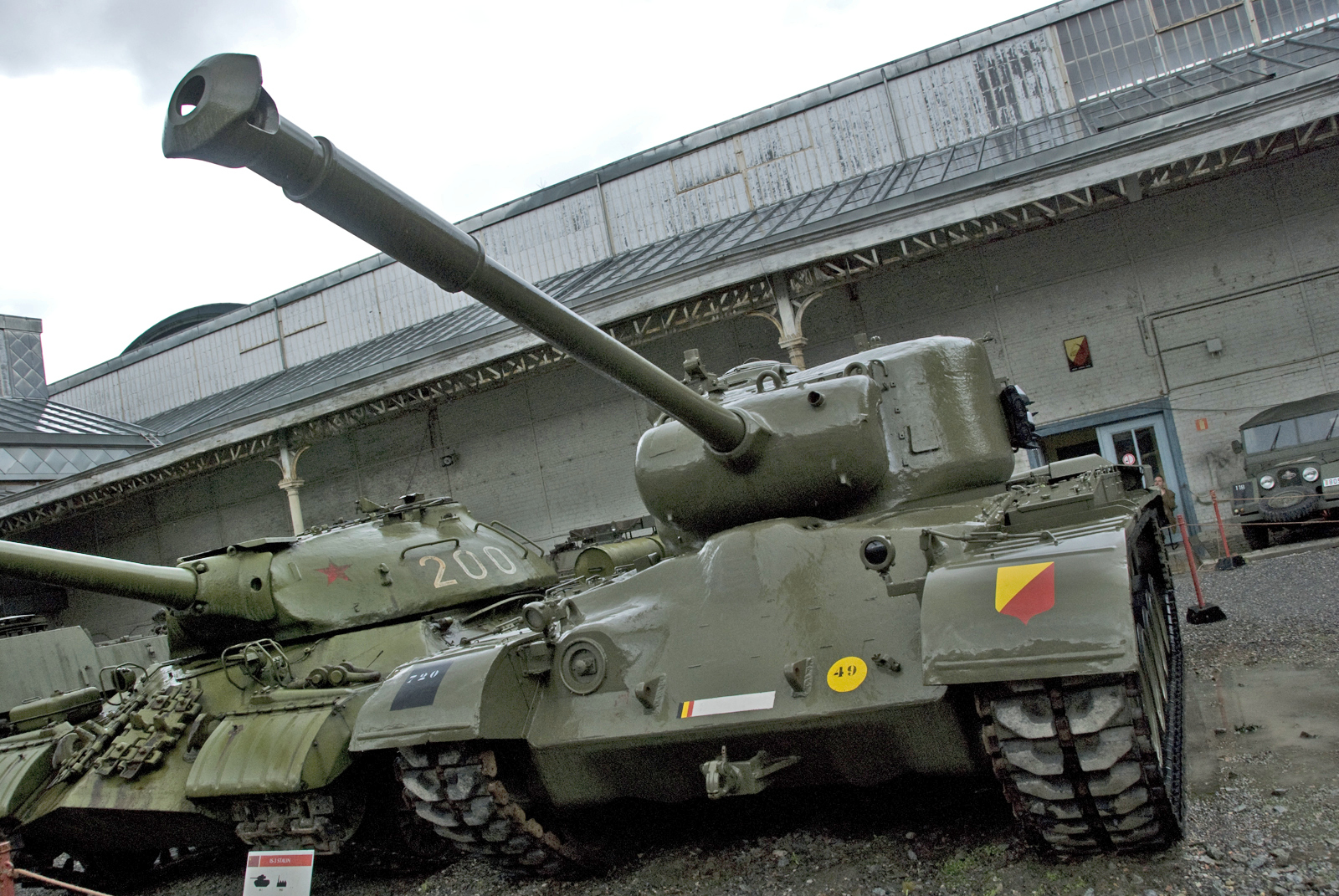
M46A1 Patton del Ejército belga. Uno de los ocho vehículos prestados a Bélgica en 1952, este tanque en particular fue donado por Estados Unidos al Museo del Real Ejército de Bruselas en 1984.
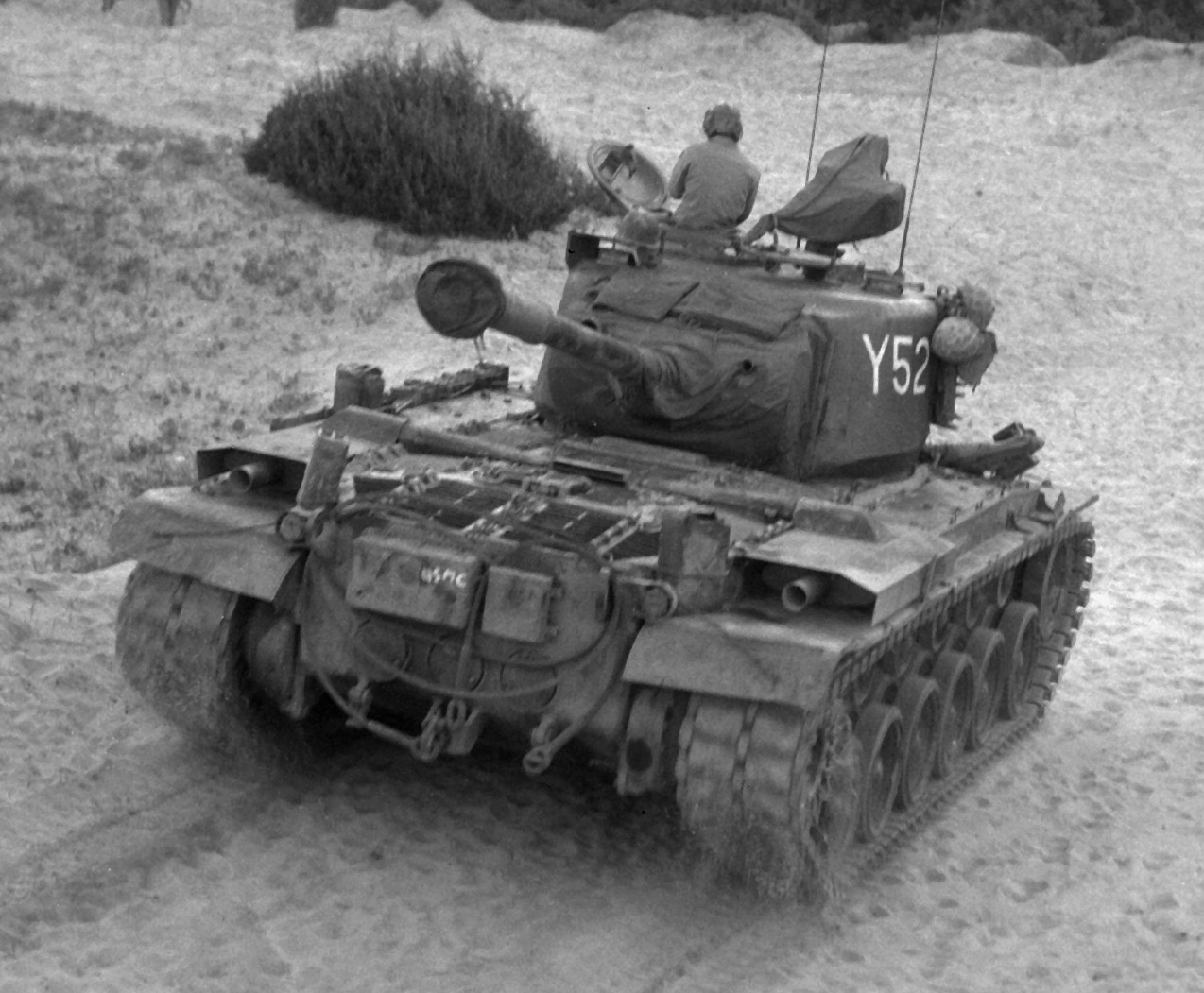
Un M46 Patton del Cuerpo de Marines en julio de 1952, durante la Guerra de Corea. Obsérvese la plancha posterior distinta y los tubos de escape montados sobre los guardafangos.
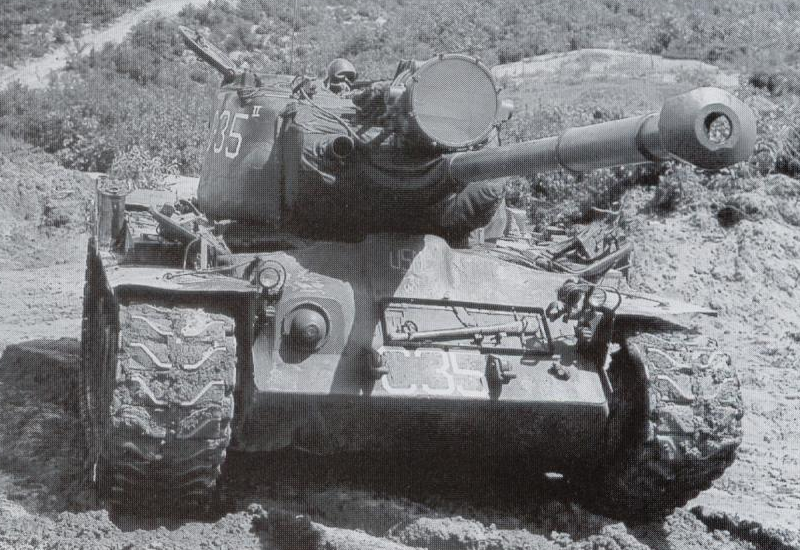
Un M46 Patton con reflector.